# Amorphoscelis siebersi
Amorphoscelis siebersi är en bönsyrseart som beskrevs av Werner 1933. Amorphoscelis siebersi ingår i släktet Amorphoscelis och familjen Amorphoscelidae. Inga underarter finns listade i Catalogue of Life.